# Ли, Уиллис Огастес
Уиллис Огастес «Чинг» Ли (англ. Willis Augustus "Ching" Lee; 11 мая 1888 — 25 августа 1945) — вице-адмирал Военно-морских сил США периода Второй мировой войны, командовал соединениями линейных кораблей на Тихом океане. Победитель ночного боя у Гуадалканала в ноябре 1942 года.
Дальний родственник знаменитого генерала Роберта Ли.
Также являлся пятикратным чемпионом Олимпийских игр 1920 года в командном первенстве в стрельбе из армейской винтовки на 300 метров 3×40 выстрелов и из армейской винтовки на 300 м лежа, серебряный призёр в стрельбе из армейской винтовки на 300 м стоя. Всего на данных играх завоевал 7 медалей, что являлось рекордом на протяжении 60 лет.